# Mesjid Ilot
Mesjid Ilot is een bestuurslaag in het regentschap Pidie van de provincie Atjeh, Indonesië. Mesjid Ilot telt 469 inwoners (volkstelling 2010).